# Juhn Jai-hong
Juhn Jai-hong (전재홍?; Seul, 1977) è un regista sudcoreano. 
Ha diretto Beautiful (2008) e Poongsan (2011).

## Carriera

### Primi anni
Juhn Jai-hong, nato a Seul, iniziò a prendere lezioni di canto in terza elementare. Si trasferì negli Stati Uniti all'età di quindici anni e dopo essersi diplomato alla prestigiosa Fiorello H. LaGuardia High School decise di perfezionare l'arte del canto a Vienna. A tal proposito in seguito dichiarò: "Ho perseguito la strada di cantante lirico per più di venti anni. Avevo portato a termine i miei studi, ma avevo la percezione che la musica classica limitasse le mie possibilità espressive. Avendo anche studiato disegno, mi sono reso conto che il cinema era il modo perfetto per esprimere tutte queste cose insieme".
In seguito studiò gestione aziendale alla Webster University di Vienna, specializzazione che gli sembrava strettamente connessa alla regia: "Un regista deve guidare l'intero progetto e tutto il suo cast e la troupe: è tutta una questione di gestione".
Dopo aver deciso di dedicarsi alla regia fece ritorno a New York, investì duecento dollari per una macchina da presa e iniziò a girare cortometraggi. Disse di quel periodo che trovarsi a Manhattan fu un grande vantaggio, perché pullulava di location suggestive, e ottenere i permessi necessari era relativamente facile.
Dal 2004 al 2007, Juhn girò un totale di quattordici cortometraggi, uno dei quali, Color, prese parte al New York International Independent Film and Video Festival del 2005. In merito al suo primo successo il regista disse: "Non avevo paura. Non avevo alcuna esperienza cinematografica, il che è esattamente ciò che mi ha permesso di fare ciò che ho fatto".

### Protégé di Kim Ki-duk
Juhn voleva sperimentare diversi generi e stili cinematografici, come i suoi registi preferiti Ang Lee e Jean-Pierre Jeunet. E dopo essere stato "completamente rapito" da Ferro 3 - La casa vuota, Juhn decise che il regista sudcoreano Kim Ki-duk era il suo idolo.
In seguito accadde che i due si incontrarono per caso in occasione di un'edizione del Festival di Cannes, occasione in cui Juhn espresse al suo "mentore" il desiderio di apprendere a fare cinema direttamente da lui, il che sarebbe stato molto meglio che frequentare una qualsiasi scuola di cinema. Kim acconsentì, così Juhn tornò a New York, fece le valigie in otto ore e si diresse a Seul. Era la prima volta che metteva piede nel suo Paese natale dopo quattordici anni.
Sotto l'ala di Kim Ki-duk (insieme a Jang Hoon e Jang Cheol-soo), Juhn affinò le sue capacità di regista come assistente alla regia nei film di Kim Time (2006) e Soffio (2007). Fu anche membro della troupe di Rough Cut (2008) e si occupò del marketing online di Bimong (2008). Nel frattempo Juhn cominciò e continuò a lavorare al suo cortometraggio Fish (in 물고기?, MulgogiMR), successivamente invitato a concorrere nella sezione cortometraggi della 64ª Mostra internazionale d'arte cinematografica di Venezia.

### Beautiful
Durante la post-produzione di Fish Kim affidò a Juhn un soggetto, e gli concesse due mesi di tempo per trarne una sceneggiatura. Basandosi su questa idea originale Juhn scrisse, diresse e montò il suo primo lungometraggio: Beautiful.
Definendola "una favola oscura per adulti profondamente radicata nella realtà", Juhn costruì un film su una donna che diventa oggetto di ossessioni e abusi da parte di uomini, semplicemente a causa della sua bellezza. Interpretata da Cha Soo-yeon, nel corso della storia il personaggio femminile tenta di imbruttirsi per sfuggire alla sua sorte, alternando comportamenti bulimici e anoressici. In tutto questo la donna è sotto la costante vigilanza di un agente di polizia (Lee Chun-hee), la cui iniziale simpatia per lei si trasforma progressivamente in aperto desiderio.
Beautiful venne presentato in anteprima alla sezione Panorama del 58º Festival Internazionale del Cinema di Berlino, e si aggiudicò il Grand Prix all'Asian Film Festival del 2008, ospitato quell'anno dalla città di Fukuoka. Kim, che apparve in veste di produttore, dell'esperienza disse, laconicamente, "è stato bello". Beautiful mostrò tematiche e approcci riconducibili a Kim, come le espressioni esplicite e ambigue di fascino e disgusto per il corpo umano e una riflessione sull'etica e sulla moralità attraverso la violenza. I critici locali affibbiarono a Juhn il soprannome di "Little Kim Ki-duk" o "Kim Ki-duk Two", a proposito dei quali il regista replicò che non lo infastidivano affatto, dal momento che "sono ancora giovane e ho molto da imparare".

### Poongsan
Di ritorno da Berlino Juhn dichiarò "Beautiful è uscito in tre cinema ed è scomparso dopo due settimane. Mi sono sentito un perdente". Nonostante il suo film d'esordio fosse stato invitato a festival cinematografici internazionali di rilievo, Juhn dovette lottare per realizzare nuovi progetti in Corea.
Nel 2011, Kim gli affidò un'altra idea per una sceneggiatura, poiché -a detta di Juhn- questi "voleva un giovane regista che portasse una nuova prospettiva sulle questioni intercoreane".
Poongsan segue le vicissitudini di un misterioso messaggero (interpretato da Yoon Kye-sang) che consegna lettere e preziosi cimeli a famiglie separate dal confine fra Corea del Nord e del Sud. Le cose prendono una piega inaspettata quando il giovane taciturno riceve l'incarico di trasportare la bellissima amante (Kim Gyu-ri) di un alto funzionario del Nord fuggito nel Sud.
A dispetto della facile etichetta di essere un regista d'essai, con Poongsan, Juhn sperava di fare un film che fosse prima di tutto puro intrattenimento - qualcosa di giovane, divertente e spigoloso: "Il film parla essenzialmente della riunificazione, qualcosa che qualsiasi coreano vorrebbe. Ma per quanto sia un argomento cupo, volevo mantenere il film in sé toccante e tuttavia divertente, qualcosa che chiunque possa apprezzare".
Il regista volle Tim Starnes per le musiche, e la stessa voce di Juhn venne inclusa in Die Lotosblume di Robert Schumann. Juhn dovette lottare per imporre Yoon, un ex idolo del pop, nel ruolo principale, insistendo sul fatto che ne aveva apprezzato lo "sguardo penetrante" nel film The Moonlight of Seoul e che sentiva che entrambi stavano a loro modo "cercando di sfidare gli stereotipi".
Il film venne girato in soli trenta giorni, comprese le sequenze da film d'azione, le sequenze acrobatiche in acqua e le scene in CGI; il tutto con un budget limitato di ₩200 milioni (€ 152,35). L'intero cast e la troupe accettarono di prendere parte al progetto senza alcuna copertura in caso di insuccesso. Sebbene fosse abituato a girare velocemente ed economicamente, Juhn riconobbe che girare Poongsan fu difficile "come cercare di scalare il K2 senza ossigeno", ma che aveva "voluto dimostrare che è possibile fare un film più con la passione che col denaro".
I critici e i professionisti dell'industria cinematografica in seguito ne riconobbero comunque la notevole sfida produttiva.
Sempre prodotto da Kim, il secondo film di Juhn ricevette il plauso della critica e un'accoglienza del pubblico per lo più positiva. Nonostante la concorrenza del film hollywoodiano Transformers 3 (che impegnava il 70% delle sale cinematografiche coreane), Poongsan riscosse un notevole successo al botteghino. Si classificò terzo al weekend di apertura, attirando oltre 280.000 spettatori, per poi guadagnare 5110929 $ in totale.
Juhn apparve anche in un cameo nel film d'esordio alla regia di Moon Si-hyun Sins of Fathers (2011). Moon era un altro degli allievi di Kim Ki-duk, e lei e Juhn si conoscevano da quando entrambi studiavano regia a New York.
Secondo Juhn, all'epoca, "Kim Ki-duk dice sempre che devo trascenderlo. È un compito estremamente oneroso, ma cosa posso fare? Tutto quello che posso fare è solo andare avanti"

### Gifted
Nel dicembre 2012, Juhn confermò le voci secondo le quali avrebbe diretto un remake del thriller d'azione francese del 2010 Point Blank con Ryu Seung-ryong. Tuttavia in seguito ebbe divergenze creative con la società di produzione Yong Film riguardo a The Target, e nel settembre 2013 un comunicato stampa della compagnia di distribuzione CJ E&M dichiarò che Juhn era stato sostituito dal regista di Death Bell Chang.
Quattro anni dopo Poongsan, Juhn tornò alla ribalta con il suo terzo lungometraggio, che scrisse, diresse, girò e musicò: in Gifted Kim Beom-joon interpretò un disoccupato che sviluppa un certo interesse per i serial killer.

## Filmografia
- Color (cortometraggio, 2005)
- Fish (cortometraggio, 2007)
- Beautiful (2008)
- Poongsan (2011)
- Gifted (2014)
- One Step (2017)
- The Cursed Lesson (2020)